# Lijst van gemeentelijke monumenten in Kampen (gemeente)
De Nederlandse gemeente Kampen kent 338 gemeentelijke monumenten, hieronder een overzicht. 

## 's-Heerenbroek
De plaats 's-Heerenbroek kent 4 gemeentelijke monumenten:
| Object            | Bouwjaar | Architect     | Locatie              | Coördinaten                   | Nr.         | Afbeelding        |
| ----------------- | -------- | ------------- | -------------------- | ----------------------------- | ----------- | ----------------- |
| Boerderij         |          |               | Zwolseweg 56         | 52° 32' 14" NB, 5° 59' 29" OL | 0166/GM0147 | Boerderij         |
| Woonhuis-smederij |          |               | Bisschopswetering 3  | 52° 32' 9" NB, 6° 0' 54" OL   | 0166/GM0040 | Woonhuis-smederij |
| Woonhuis          | 1914     | G.B. Broekema | Bisschopswetering 53 | 52° 32' 20" NB, 6° 0' 45" OL  | 0166/GM0041 | Woonhuis          |
| Vm. Zuivelfabriek | 1914     | G.B. Broekema | Bisschopswetering 55 | 52° 32' 21" NB, 6° 0' 45" OL  | 0166/GM0042 | Vm. Zuivelfabriek |

## Grafhorst
De plaats Grafhorst kent 3 gemeentelijke monumenten:
| Object       | Bouwjaar | Architect | Locatie          | Coördinaten                   | Nr.         | Afbeelding  |
| ------------ | -------- | --------- | ---------------- | ----------------------------- | ----------- | ----------- |
| Vm. school   |          |           | Kerkstraat 1     | 52° 35' 4" NB, 5° 55' 55" OL  | 0166/GM0148 | Upload foto |
| Vm. raadhuis |          |           | Voorstraat 27    | 52° 35' 4" NB, 5° 55' 56" OL  | 0166/GM0148 | Upload foto |
| Boerderij    |          |           | Kamperzeedijk 43 | 52° 35' 33" NB, 5° 58' 20" OL | 0166/GM0095 | Upload foto |

## IJsselmuiden
De plaats IJsselmuiden kent 34 gemeentelijke monumenten, zie de lijst van gemeentelijke monumenten in IJsselmuiden.

## Kampen
De plaats Kampen kent 277 gemeentelijke monumenten, zie de lijst van gemeentelijke monumenten in Kampen (plaats)

## Kamperveen
De plaats Kamperveen kent 11 gemeentelijke monumenten:
| Object    | Bouwjaar | Architect     | Locatie                | Coördinaten                   | Nr.         | Afbeelding        |
| --------- | -------- | ------------- | ---------------------- | ----------------------------- | ----------- | ----------------- |
| Boerderij | 1926     |               | Jules van Hasseltweg 4 | 52° 30' 47" NB, 5° 56' 54" OL | 0166/GM0026 | Upload foto       |
| Boerderij | 1923     |               | Hogeweg 39             | 52° 30' 37" NB, 5° 55' 41" OL | 0166/GM0027 | Boerderij         |
| Boerderij |          |               | Kamperstraatweg 5      | 52° 32' 5" NB, 5° 56' 32" OL  | 0166/GM0028 | Upload foto       |
| Landhuis  | 1939     |               | Wittensteinse allee 3  | 52° 28' 45" NB, 5° 56' 10" OL | 0166/GM0031 | Landhuis          |
| Boerderij |          |               | Wittensteinse allee 5  | 52° 28' 43" NB, 5° 56' 6" OL  | 0166/GM0032 | Boerderij         |
| Boerderij | 1928     |               | De Zande 44            | 52° 30' 39" NB, 5° 57' 38" OL | 0166/GM0033 | Meer afbeeldingen |
| Boerderij |          |               | Zuideinde west 2       | 52° 28' 36" NB, 5° 55' 58" OL | 0166/GM0142 | Boerderij         |
| Boerderij |          |               | Zuideinde west 3       | 52° 28' 40" NB, 5° 55' 55" OL | 0166/GM0143 | Upload foto       |
| Kerk      |          |               | Zuideinde west 12      | 52° 28' 43" NB, 5° 55' 46" OL | 0166/GM0144 | Kerk              |
| Boerderij | 1884     |               | Zuideinde west 16      | 52° 28' 45" NB, 5° 55' 45" OL | 0166/GM0145 | Boerderij         |
| Boerderij |          | G.B. Broekema | De Chalmotweg 4        | 52° 31' 52" NB, 5° 56' 31" OL | 0166/GM0068 | Boerderij         |

## Mastenbroek
De plaats Mastenbroek kent 2 gemeentelijke monumenten:
| Object    | Bouwjaar | Architect     | Locatie              | Coördinaten                   | Nr.         | Afbeelding  |
| --------- | -------- | ------------- | -------------------- | ----------------------------- | ----------- | ----------- |
| Boerderij | 1924     | G.B. Broekema | Bisschopswetering 90 | 52° 33' 51" NB, 5° 59' 25" OL | 0166/GM0006 | Upload foto |
| Boerderij |          | G.B. Broekema | Bisschopswetering 92 | 52° 34' 4" NB, 5° 59' 22" OL  | 0166/GM0007 | Upload foto |

## Wilsum
De plaats Wilsum kent 2 gemeentelijke monumenten:
| Object    | Bouwjaar | Architect | Locatie     | Coördinaten                   | Nr.         | Afbeelding |
| --------- | -------- | --------- | ----------- | ----------------------------- | ----------- | ---------- |
| Pastorie  | 1929     |           | Dorpsweg 15 | 52° 31' 46" NB, 5° 57' 45" OL | 0166/GM0024 | Pastorie   |
| Boerderij |          |           | Dorpsweg 31 | 52° 31' 37" NB, 5° 57' 57" OL | 0166/GM0072 | Boerderij  |

## Zalk
De plaats Zalk kent 4 gemeentelijke monumenten:
| Object                     | Bouwjaar | Architect | Locatie                    | Coördinaten                  | Nr.         | Afbeelding                 |
| -------------------------- | -------- | --------- | -------------------------- | ---------------------------- | ----------- | -------------------------- |
| Woonhuis-voorm ijzerhandel |          |           | Kerkplein 1                | 52° 31' 14" NB, 6° 0' 35" OL | 0166/GM0097 | Woonhuis-voorm ijzerhandel |
| Kosterswoning              |          |           | Kerkplein 18               | 52° 31' 11" NB, 6° 0' 38" OL | 0166/GM0029 | Kosterswoning              |
| Kerk                       | 1840     |           | Burg. van Vleutenstraat 18 | 52° 31' 20" NB, 6° 0' 39" OL | 0166/GM0055 | Kerk                       |
| Boerderij                  |          |           | De Wilgen 2                | 52° 31' 13" NB, 6° 0' 30" OL | 0166/GM0069 | Boerderij                  |

Almelo ·
Borne ·
Dalfsen ·
Dinkelland ·
Deventer ·
Enschede ·
Haaksbergen ·
Hardenberg ·
Hellendoorn ·
Hengelo ·
Hof van Twente ·
Kampen ·
Losser ·
Oldenzaal ·
Olst-Wijhe ·
Ommen ·
Raalte ·
Rijssen-Holten ·
Staphorst ·
Steenwijkerland ·
Twenterand ·
Wierden ·
Zwartewaterland ·
Zwolle